# Capitán América en otros medios
El personaje de Marvel Comics el Capitán América ha aparecido en varios otros medios desde su primera aparición en Captain America Comics #1 en marzo de 1941. El Capitán América ha aparecido en una serie animada, así como una película, una película serial, y dos película para televisión. El actor Chris Evans representa al personaje en las dos películas del Universo cinematográfico de Marvel producidas por Marvel Studios, Capitán América: el primer vengador (2011) y Captain America: The Winter Soldier (2014). Evans también hizo un cameo como Steve Rogers en Thor: The Dark World (2013) y retrató al personaje como parte de un reparto coral en The Avengers (2012). Él continuará representando al personaje en la próxima película Avengers: Age of Ultron (2015).

## Televisión

### Década de 1960
The Marvel Super Heroes (1966): el Capitán América fue uno de los cinco superhéroes principales, protagonizando un segmento "del Capitán América" por semana. Eran en gran parte adaptaciones sencillas de no sólo historias en solitario de Rogers de Tales of Suspense, sino que también incluye varias historias de la serie Los Vengadores.

### Década de 1970
- El Capitán América apareció en dos películas para televisión de acción en vivo de 1970 en CBS: Capitán América que salió al aire el 19 de enero de 1979, y Captain America II: Death Too Soon, que salió al aire el 23 de noviembre de 1979, ambas protagonizadas por Reb Brown. El personaje difiere significativamente de los cómics tanto en su origen como en sus operaciones. Por ejemplo, Steve Rogers es un personaje en tiempo contemporáneo cuyo padre era un agente del gobierno de la década de 1940. La actitud patriota del padre de Steve le hizo ganar el apodo del "Capitán América", y se habla de él como si hubiera sido asesinado. Rogers, un antiguo miembro de la Marina que ahora hace lo poco en la vida que hace un artista, fue inspirado por esta historia para bosquejar a un superhéroe. Luego de recibir potencialmente lesiones mortales en un accidente, se le administró un producto químico experimental llamado la fórmula FLAG—Full Latent Ability Gain (Ganancia de capacidad latente total)—(en un momento dado apodada el "súper-esteroide"), la cual no sólo salva su vida sino que aumenta la fuerza y los reflejos de su cuerpo. Estas nuevas habilidades llevaron al Dr. Simon Mills (Len Birman), el bioquímico investigador y oficial de inteligencia que le había contado a Rogers sobre su padre, a reclutarlo y darle un traje basado en su dibujo. Como el Capitán América, él también hace un uso significativo de una reconstrucción especializada de la furgoneta que ha estado conduciendo, por la parte trasera de la cual se puede lanzar una motocicleta modificada. Estas funciones incluye un cohete para una salida rápida de la camioneta, un impulso a reacción para aumentar la velocidad, un ajuste para permitir que la bicicleta se conduzca con menos ruido para el movimiento sigiloso y una estructura ala delta que permite que la bicicleta se deslice hacia el suelo con un pequeño impulso hacia adelante, aunque debe desecharse luego de aterrizar.La bicicleta tiene un parabrisas redondo, descrito como hecho de "plásticos de la Edad del Jet", con círculos concéntricos que se alternaban entre rojo y transparente alrededor de la estrella en el centro, de color azul. Él es capaz de separarlo, y lo usa como su escudo cuando va a pie. Al final de la primera película, Rogers brevemente aparece en un traje rediseñado—más precisamente un uniforme—que se parece bastante al uniforme que se le ve usando al Capitán América en los cómics, y él usa este uniforme en la secuela.[1]
- En Captain America II: Death Too Soon, el Steve Rogers de Brown primero es mostrado haciendo un retrato de una Señora Shaw (Susan French), que le pregunta sobre una banda de ladrones que han estado robando los ingresos cobrados de los cheques de la Seguridad Social; ella niega haber cobrado los suyos. Él ordena que lo haga con el fin de tenderles una trampa a los ladrones, y levanta la trampa como el Capitán América. Mientras tanto, un terrorista freelancer revolucionario que se hace llamar el General Miguel (Christopher Lee), planeando luchar en una guerra no especificada, secuestra al Profesor Ian Ilson (Christopher Cary) y lo fuerza a seguir su proyecto en gerontología manipulativa. Ilson ha logrado formular tanto un químico que acelera el envejecimiento como el antídoto a ese químico, y Miguel, poniéndose como el guardián de una prisión en Oregón cerca de Portland, planea usar los químicos en cuestión para tener a Portland de rehén para un rescate multimillonario. En última instancia, el Capitán América de Brown y el General Miguel de Lee chocan cara a cara directamente, y cuando Miguel arroja una botella de vidrio del acelerador de envejecimiento en el aire, esperando que choque y se rompa contra el cuerpo del Capitán América, el Capitán lanza su escudo en el aire, donde choca con la botella de tal manera que el químico salpica a Miguel, envejeciéndolo literalmente hasta la muerte en menos de un minuto. La película fue dirigida por Ivan Nagy.

Ambas películas fueron lanzadas en DVD juntas por primera vez en 2011 por Shout! Factory.

### Década de 1980
- Las nuevas aventuras de Spider-Man (1981): Estrella invitada en un episodio, La captura del Capitán América.[1] Su voz fue prestada por George DiCenzo.
- Spider-Man and His Amazing Friends (1981): Apareció en dos episodios de esta serie, Los siete pequeños superhéroes y El Rey Kingpin,[1] donde contó nuevamente con la voz de DiCenzo.
- El Capitán América también apareció en un anuncio de servicio público de preservación energética, en el cual él lucha contra Thermal Thief, Wattage Waster y Cold Air Crook.

### Década de 1990
- X-Men (1992): El Capitán América apareció en un episodio, Soldados veteranos.[1] Él es una agente americano, enviado junto con el agente canadiense Wolverine, para rescatar a un científico secuestrado por Red Skull y los nazis. Él está presente en el episodio sólo en flashbacks de Wolverine. El Capitán es interpretado por Lawrence Bayne, quien también le dio la voz a Cable y Erik el Rojo en la misma serie. La voz de Red Skull fue prestada por Cedric Smith, quien también prestó su voz al Profesor X a lo largo de la serie.[3] Además, el Capitán América hace un breve cameo en el episodio Amanecer rojo, antes del despertar de su contraparte ruso, Omega Rojo.
  - Una versión alterna del Capitán América apareció en el episodio El valor de un hombre. En una línea temporal en la cual Charles Xavier fue asesinado antes de fundar los X-Men, el Capitán América es el líder de un equipo especial de superhumanos cazadores de mutantes en una guerra contra la Resistencia Mutante liderada por Magneto.
- Spider-Man (1994): el Capitán América apareció varias veces, y su voz fue prestada por David Hayter:[1]
  - Primero apareció en El gato (temporada 4, episodio 43) con un breve cameo cuando Peter Parker está narrando un flashback con Walter Hardy presenciando el experimento que convirtió a Steve Rogers en el Capitán América. Red Skull también hace un cameo.
  - Él apareció en los últimos tres episodios de la saga Seis guerreros olvidados. El tercer capítulo muestra un flashback que explica la desaparición del Capitán América luego de la Segunda Guerra Mundial: él y Red Skull estuvieron atrapados en una máquina dimensional por los últimos 50 años. En los últimos dos episodios, el Capitán América es liberado de la máquina (con Red Skull), y en la última entrega ellos pelean y, al final, quedan atrapados en la máquina nuevamente.
  - En el episodio de tres partes Guerras secretas, el Capitán América fue uno de los héroes que Spider-Man eligió liderar contra los villanos, eligiéndolo debido a su experiencia pasada con Red Skull.
- El Capitán América fue uno de los varios Vengadores que hicieron cameos en la segunda temporada de la serie de mediados de la década de 1990 Los 4 Fantásticos.
- The Avengers: United They Stand (1999): el Capitán América aparece en un episodio: Command Decision.[1] La historia involucra a los Maestros del Mal y un flashback del Capitán América derrotando a Barón Zemo. Contó con la voz de Dan Chameroy.
- Una serie animada del Capitán América fue planeada por Saban Entertainment Inc., que proponía que el verdadero nombre del Capitán América era Tommy Tompkins, y "Steve Rogers" era un nombre falso que se le asignó en el Ejército de los Estados Unidos. Red Skull también aparecería en la serie como el antagonista principal.[4][5][6]

### Década de 2000
- X-Men: Evolution (2000): el Capitán América (junto con Nick Fury) aparece en un episodio, Operación: Renacimiento. En este episodio él se convierte en el súper soldado durante la Segunda Guerra Mundial usando una cámara de hipersueño, llamada Operación: Renacimiento, similar a los cómics. Él gana increíble fuerza física al igual que en su contraparte del cómic, pero a un alto precio; un defecto en el proceso provoca la ruptura celular eventual, forzando al Capitán América a estar en hipersueño hasta que se encuentre una cura. Durante la Segunda Guerra Mundial, él participa en una operación conjunta con el soldado canadiense Wolverine para liberar a un campo de prisioneros, donde salva a un niño llamado Erik Lehnsherr, el futuro Magneto. Cuando él comienza a descomponerse, él y Logan destruyen la cámara de hipersueño de la Operación: Renacimiento así nadie más tendrá que sufrir por de su condición. Logan más tarde se entera de que otro ha sido creado y posteriormente robado por Magneto, ya que es como una fuente de la juventud para los mutantes. El episodio finaliza con Wolverine visitando la cámara de hipersueño del Capitán América, diciéndole a su viejo camarada que con el tiempo encontrarán una cura para su condición, y también garantizándole que ellos hicieron un gran equipo en su época.
- El Capitán América apareció en el primer episodio la serie animada Pantera Negra, con la voz de Adrian Pasdar. Él viajó a Wakanda durante la Segunda Guerra Mundial en busca de invasores nazis, enfrentando al padre de Pantera Negra, T'Chaka.
- El Capitán América aparece en El escuadrón de superhéroes con la voz de Tom Kenny.[7] En este show se lo ve como el líder, que a menudo irá divagando acerca de las décadas de 1930 y 1940, y de vez en cuando olvida que ya no está en esa época («Si ese es Roosevelt llamando, dile que no estoy aquí»). Él también tiene una actitud militarista y frecuentemente grita «¡Hup, hup, hup!»

### Década de 2010
- El Capitán América aparece The Avengers: Earth's Mightiest Heroes, con la voz de Brian Bloom.[8][9] Al principio, su cuerpo es encontrado y descongelado por los Vengadores en el episodio Leyenda viviente, y se une al equipo al final del mismo episodio. Al final del último capítulo de la primera temporada, Un día como ningún otro, el Capitán América es capturado y reemplazado por un Skrull. En el capítulo de la segunda temporada Prisionero de guerra, el Capitán América estuvo cautivo en la nave Skrull por dos meses, después de lo cual él libera y ayuda a otros prisioneros a escapar de la nave Skrull. En el episodio Invasión secreta, el Capitán América regresa a la Tierra y ayuda a los Vengadores en la batalla contra los Skrulls. En Código rojo, Iron Man oficialmente convierte al Capitán América en el líder.
- El Capitán América aparece en el episodio de Ultimate Spider-Man No es un juguete con la voz de Roger Craig Smith.[10] Él une fuerzas con Spider-Man para recuperar su escudo del Doctor Doom, que está planeando una invasión latveriana en los Estados Unidos. Él hace un breve cameo en el episodio Los Guardianes de la Galaxia, donde su voz es prestada por Chris Cox.
- El Capitán América aparece en Avengers Assemble, nuevamente con la voz de Roger Craig Smith.[11] En el primer episodio, el Capitán América es aparentemente destruido por su enemigo Red Skull, pero luego se revela que Red Skull lo capturó para poder intercambiar cuerpos con el Capitán América, desde que él estaba muriendo y necesitaba hacer eso debido a que el suero del súper soldado funcionaba en el cuerpo del Steve Rogers. Luego, el Capitán vuelve a convertirse en un miembro del equipo después de la derrota de Red Skull.[12]
- El Capitán América aparece en Hulk and the Agents of S.M.A.S.H. en cada temporada y episodios.
- El Capitán América aparece en Lego Marvel Super Heroes: Maximum Overload, nuevamente con la voz de Roger Craig Smith.
- El Capitán América aparece en el anime de Toei Animation Marvel Disk Wars: The Avengers.[13]

## Películas

### Capitán América(1944)
El serial de 1944 Capitán América tiene como personaje principal al distrito Fiscal del Distrito Grant Gardner, que está vagamente basado en el personaje de Marvel el Capitán América. Su némesis es el Escarabajo y su interés amoroso y compañera es Gail Richards.

### Capitán América(1990)
La película de 1990 Capitán América muestra la creación del Capitán América a partir del débil soldado Steve Rogers, su pelea en la Segunda Guerra Mundial y subsecuente muerte aparente, su cuerpo congelado encontrado décadas después, y su realización y comprensión de que nuestros enemigos de la guerra son ahora nuestros aliados, así como la batalla del héroe contra Red Skull.

### Universo cinematográfico de Marvel

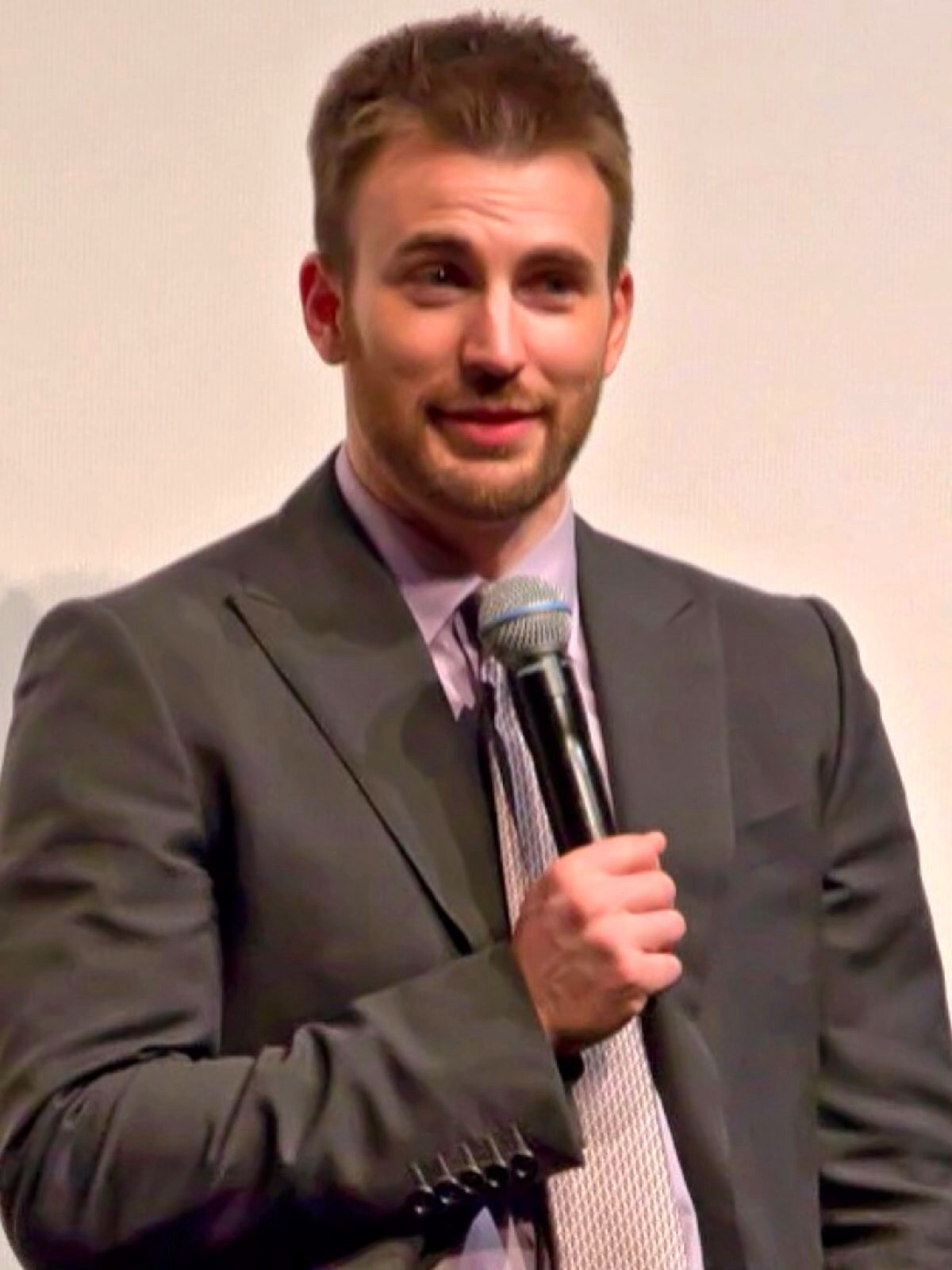
Chris Evans, actor que interpreta a Steve Rogers en las películas del Universo cinematográfico de Marvel.

#### Películas independientes

##### Capitán América: el primer vengador(2011)
Luego de ser rechazado una y otra vez en el servicio militar, el joven Steve Rogers se ofrece para un proyecto secreto llamado "Operación: Renacimiento" que lo convertiría en una especie de súper soldado apodado "el Capitán América", que junto a un escudo indestructible y un uniforme con los colores de Estados Unidos defenderá los ideales de su país contra la malvada organización HYDRA, dirigida por Red Skull.

##### Capitán América y el Soldado del Invierno(2014)
El joven Steve Rogers vive una vida tranquila en Washington tratando de adaptarse al mundo contemporáneo. Pero cuando un agente de S.H.I.E.L.D. se ve en peligro, él deberá unirse a Black Widow y a Falcon para enfrentarse a un inesperado enemigo, el Soldado de Invierno y sobre un secreto terrible en S.H.I.E.L.D.

##### Capitán América: Civil War(2016)
Steve Rogers lidera el nuevo equipo de los Vengadores en su incesante tarea de proteger a la humanidad. Pero se verá envuelto sobre los acuerdos de Sokovia, debido al ataque de Ultron, que el gobierno determine cuándo hay que recurrir a los servicios del equipo. El nuevo status divide a los Vengadores en dos bandos, uno liderado por Steve Rogers y su deseo de mantener la libertad de actuación de los Vengadores a la hora de defender a la humanidad sin interferencias, y otro liderado por Tony Stark y su sorprendente decisión de apoyar los planes y organismos del Gobierno, mientras intentan proteger al mundo de un nuevo malvado villano.

#### Crossovers

##### The Avengers(2012)
Nick Fury, el director de la organización S.H.I.E.L.D., recluta a Iron Man, Capitán América, Hulk y Thor con la ayuda de Black Widow y Hawkeye para formar un equipo llamado, Los Vengadores que deben parar al hermano adoptivo de Thor Loki y sus aliados los Chitauri de que conquisten la Tierra.

##### Avengers: Age of Ultron(2015)
Luego del colapso en S.H.I.E.L.D., Iron Man, Capitán América, Hulk, Thor, Black Widow y Hawkeye, conocidos como los Vengadores, se esfuerzan para mantener al mundo sobre posibles amenazas, incluyendo sobre la creación de Stark, Ultron, que intenta destruir a toda la humanidad.

#### Futuro
Evans repetirá su papel en Avengers: Infinity War (2018).

### Animación
- El Capitán América ha aparecido tanto en Ultimate Avengers y Ultimate Avengers 2 (una serie animada directamente para DVD que es una adaptación de The Ultimates producida por Marvel Entertainment y Lionsgate) con la voz de Justin Gross. El personaje está basado en Ultimate Captain America y sirve como el personaje principal de ambas películas.
- En la película directamente para DVD de 2008 Next Avengers: Heroes of Tomorrow, el hijo del Capitán América y Black Widow, James Rogers (con la voz de Noah Crawford), es el personaje principal. James es una artista marcial experto como sus padres y, al final de la película, es el líder de facto del grupo. Él maneja un dispositivo de muñeca que proyecta construcciones energéticas del escudo de su padre, pero es destruida por Iron Black Widow. James luego toma y usa el escudo original en la batalla final con Ultron.
- El Capitán América hará equipo con Iron Man en Iron Man and Captain America: Heroes United.[18]

## Videojuegos
- El Capitán América es el protagonista en Captain America in: The Doom Tube of Dr. Megalomann (1987).
- Él apareció en Spider-Man and Captain America in Doctor Doom's Revenge (1989).
- Él es uno de los cuatro personajes jugadores en Captain America and The Avengers (1991).
- Más tarde, él apareció en Marvel Super Heroes, de Capcom, y la subsecuente serie Marvel vs. Capcom, con la voz de Cathal J. Dodd hasta Marvel vs. Capcom 3: Fate of Two Worlds, donde Dodd es reemplazado Brian Bloom.
- Él apareció en Spider-Man and Venom: Maximum Carnage.
- Él apareció en Avengers in Galactic Storm.
- Él apareció en Spider-Man and Venom: Separation Anxiety.
- Él es un personaje jugador en Marvel Super Heroes: War of the Gems.
- Él apareció en el videojuego Spider-Man,[19] Venom y Black Cat lo llaman para rescatar a Spider-Man luego de que escapa de base submarina del Doctor Octopus.
- En Spider-Man 2: Enter Electro, un artículo en el periódico El Clarín reportando los eventos los eventos del juego anterior, le dio al Capitán América el crédito por detener «el plan de Spider-Many el Doctor Octopus.»
- El Capitán América hizo un cameo en The Amazing Spider-Man 2 para Game Boy.
- Él hizo un cameo en las versiones para consolas de Marvel Nemesis: Rise of the Imperfects, de Electronic Arts, en el cual él es capturado por aliens; él apareció como un personaje jugador sólo en la versión para PSP del juego.
- Él apareció como un personaje jugador en Marvel: Ultimate Alliance, con la voz de Trev Broudy.[19] Él es visto la mayoría de las veces en las escenas cinemáticas con Spider-Man, Thor y Wolverine. Entre sus trajes se encuentran el clásico, el Ultimate, el WWII, y el U.S. Agent. Un disco de simulación tiene al Capitán América previniendo al Soldado de Invierno de lanzar misiles desde el Helitransporte de S.H.I.E.L.D..[20] En las escenas cinemáticas, él usa el traje de su contraparte Ultimate.
- Él es un personaje jugador en Marvel: Ultimate Alliance 2, con la voz de David Kaye.
- Él es un personaje jugador en El escuadrón de superhéroes, y su secuela, Marvel Super Hero Squad: Infinity Gauntlet, con la voz de Tom Kenny.
- El Capitán América está disponible como contenido descargable para el juego LittleBigPlanet, como parte del Kit de trajes de Marvel 3.[21]
- Él es el protagonista del juego de 2011 Capitán América: Supersoldado, que es el producto licenciado de la película Capitán América: el primer vengador, y cuenta con la voz de Chris Evans, repitiendo su papel de la película.
- El Capitán América es un personaje jugador en Marvel Super Hero Squad Online.
- El Capitán América es un personaje jugador en Marvel Super Hero Squad: Comic Combat con la voz de Tom Kenny.
- El Capitán América es brevemente mencionado por Spider-Man en Spider-Man: Edge of Time.
- El Capitán América es un personaje jugador en el juego de Facebook Marvel: Avengers Alliance.
- El Capitán América es mencionado en el videojuego The Amazing Spider-Man (basado en la película de 2012 The Amazing Spider-Man). A veces, si Spider-Man recoge a un recluso fugado de un hospital mental ellos dirán «¡Gracias por recogerme, Capitán América!», a lo que Spider-Man dice «Persona equivocada.»
- El Capitán América es un personaje jugador en el juego Captain America: Sentinel of Liberty en la plataforma iOS, en el cual el jugador intenta rescatar a varios de los compañeros del Capitán de sus captores nazis tras líneas enemigas, y derrotar a su enemigo Red Skull. Los controles están basados en los gestos, y el juego es una plataforma tanto con movimientos de arriba abajo como de lado a lado. El juego ofrece tanto elementos de combate como de "caza de artilugios", así como logros y trajes desbloqueables para que el Capitán use y el arte de cubierta del cómic del Capitán América desbloqueable para visualizar.
- El Capitán América aparece como un personaje jugador en el videojuego de lucha de 2012 Marvel Avengers: Battle for Earth.
- El Capitán América es un personaje jugador en el juego de celular Avengers Initiative para Android y iOS.[22]
- El Capitán América es un personaje jugador en el videojuego de rol multijugador masivo en línea Marvel Universe Online, con la voz de Brian Bloom.[23]
- El Capitán América es un personaje jugador en Lego Marvel Super Heroes con la voz de Roger Craig Smith.[24]
- El Capitán América es un personaje jugador en Marvel Avengers Alliance Tactics.

## Cómics digitales
- El Capitán América aparece en los cómics animados de Spider-Woman. En esta serie, él tiene la voz de Jeffrey Hedquist.
- En febrero de 2011, Marvel Comics lanzó un eComic de ocho partes titulado Captain America: First Vengeance, el mismo día que el primer tráiler de Capitán América: el primer vengador salió al aire durante la transmisión del Super Bowl XLV. Escrito por Fred Van Lente y contando con una rotación de actores, la historia transcurre en el Universo cinematográfico de Marvel. Cada una de las ocho partes se enfocan en un personaje específico de la película, héroes y villanos por igual, y qué los trajo al punto en que la película comienza.[25]

## Novelas
El Capitán América fue el tema de la segunda incursión de Marvel en la concesión de licencias de libros en prosa: The Great Gold Steal de Ted White en 1968, sucediendo a una novela de los Vengadores en 1967. Esta novela presentaba una versión diferente del Capitán América. La novela añade un nuevo elemento al proceso del Super Soldado donde los huesos de Rogers están blindados con acero inoxidable. El personaje aparece más tarde en Captain America: Holocaust For Hire de Joseph Silva publicado por Pocket Books en 1979 y Captain America: Liberty's Torch de Tony Isabella y Bob Ingersoll publicado en 1998, en el cual el héroe es juzgado por los crímenes imaginarios de Estados Unidos por un hostil grupo de la milicia.

## Juguetes
- El Capitán América fue la novena figurilla en la Colección de Figurillas Clásicas de Marvel.
- El Capitán América también tuvo una figura Mego en la década de 1970.
- El Capitán América estuvo en varias líneas a través de los años, entre ellas la famosa línea Marvel Legends, y 4 figuras diferentes de la línea Marvel Universe (versión moderna, apariencia original, blanco y negro, y un paquete de 4 que estuvo disponible en la Comic Con de San Diego de 2010, que contaba con el Capitán América, Namor el Hombre Submarino, Red Skull y la Antorcha Humana, el paquete estaba basado en los invasores y venía en una caja exclusiva).
- El Capitán América tenía su propia línea de juguetes en la película Capitán América: el primer vengador que incluía varias encarnaciones del Capitán América, así como U.S. Agent, Bucky, Calavera, Red Skull, vehículos, y elementos de juego de rol.
- El Capitán América aparece como una minifigura Lego en los sets de Lego Super Heroes.
- El Capitán América también fue incluido en la línea de juguetes de la película The Avengers con alrededor de 10 figuras y sets de juegos de rol.
- El Capitán América está incluido como una figura de colección del juego de mesa Heroscape presentado en un set de un crossover de Marvel.